# 南浅川町
南浅川町（みなみあさかわまち）は東京都八王子市の地名である。丁番を持たない単独町名であり、住居表示未実施区域。郵便番号は193-0846（八王子西郵便局管区）。

## 地理
八王子市の南西端にあたる区域。西は神奈川県相模原市との都・県境であり、国道20号に大垂水峠がある。地内の多くが山間部であり人口は少ない。中心部を通過する国道20号（甲州街道）沿いに人口が集中する。
北は裏高尾町・高尾町、東は初沢町・館町・町田市相原町・相模原市緑区川尻、南は相模原市緑区三井、西は相模原市緑区千木良と接する。

## 歴史
江戸時代には上椚田村の一部であった。
- 1889年（明治22年）4月1日 - 町村制施行により、神奈川県南多摩郡浅川村が発足。浅川村大字上椚田が成立。
- 1927年（昭和2年）11月3日 - 浅川村が町制施行し浅川町となる。
- 1959年（昭和34年）4月1日 - 浅川町が八王子市に編入。浅川町大字上椚田は八王子市大字上椚田となる。
- 1960年（昭和35年）10月1日 - 大字上椚田の一部が南浅川町となる。

## 世帯数と人口
2017年（平成29年）12月31日現在の世帯数と人口は以下の通りである。
| 町丁     | 世帯数  | 人口  |
| -------- | ------- | ----- |
| 南浅川町 | 197世帯 | 343人 |

## 小・中学校の学区
市立小・中学校に通う場合、学区は以下の通りとなる。
| 番地 | 小学校               | 中学校               |
| ---- | -------------------- | -------------------- |
| 全域 | 八王子市立浅川小学校 | 八王子市立浅川中学校 |

## 交通

### 道路
- 国道20号（甲州街道）
- 首都圏中央連絡自動車道（圏央道） - 高尾山インターチェンジが国道20号と接続しており利用が可能。

### 路線バス
国道20号（甲州街道）上を走行する系統が乗り入れる。
- 神奈川中央交通 津久井営業所
  - 八07：相模湖駅 - 千木良 - 大垂水 - 高尾山口 - 高尾駅 - 西八王子入口 - 八王子駅
  - 湖29：相模湖駅 - 千木良 - 大垂水 - 高尾山口

## 施設
- 南浅川町会館
- 高尾厚生病院